# Affaire du double suicide amoureux de la pagode de Yanaka
L'affaire du double suicide amoureux de la pagode de Yanaka (谷中五重塔放火心中事件, Yanaka Gojūnotō Hōka Shinjū Jiken) est un cas d'incendie criminel d'une pagode en bois à quatre étages s'étant déroulé au Japon le 6 juillet 1957 dans le cimetière de Yanaka de Tokyo. La pagode est incendiée par deux amoureux qui se suicident ensemble - leurs corps sont retrouvés dans les restes du bâtiment.

## La pagode
Faisant initialement partie du temple bouddhiste Tennō-ji, la pagode à quatre étages est construite en 1644. Elle est détruite par un incendie en 1771 et est reconstruite 20 ans plus tard en 1791. Cette dernière version, construite en bois japonais zelkova, est haute de presque 35 m, ce qui en fait la plus haute de ce type dans la région de Kantō. 
En juin 1908, la pagode à quatre étages est donnée par le Tennō-ji à la ville de Tokyo et sert d'inspiration à Kōda Rohan pour son roman La Pagode à quatre étages (en). C'est un monument célèbre de la ville et le symbole même du cimetière de Yanaka, mais il est complètement détruit par le feu le 6 juillet 1957 vers 3 heures du matin.

## L'incendie

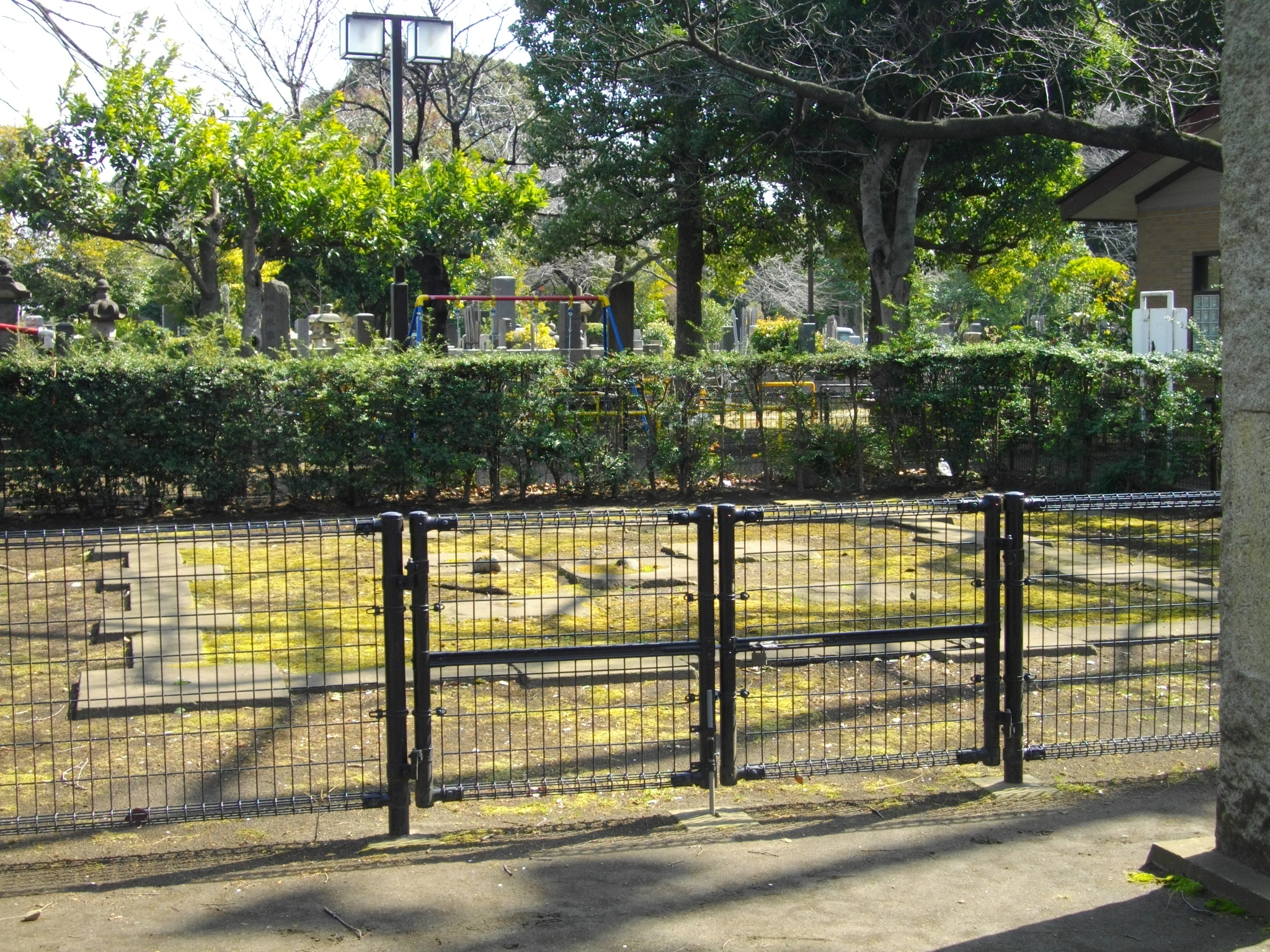
Fondations restantes de la pagode.

La pagode est détruite par le feu le 6 juillet 1957. À côté du pilier central de la pagode, parmi les ruines, sont retrouvés les deux corps carbonisés d'un homme et d'une femme. Ils sont trop abîmés pour qu'une identification soit possible, mais leurs identités sont établies avec une certaine certitude grâce à la découverte d'un dé à coudre parmi les ruines.
Une couturière de 21 ans travaillant dans un magasin de couture à Tokyo et son amant de 48 ans (et marié) sont effectivement portés disparus. Des témoins affirment que les deux voulaient s'immoler pour expier leur relation adultère, et, par conséquent, les deux corps sont probablement les leurs. La destruction de l'édifice culturel est néanmoins critiqué sévèrement et de façon générale. Il est décidé que la pagode ne serait pas reconstruite, et que seules les cinq pierres de ses fondations seraient préservées.
En 2007, des chercheurs de l'université des arts de Tokyo affirment avoir trouvé des plans de la pagode dessinée en 1970, et apparaît un mouvement demandant une reconstruction. Le coût est estimé à près d'un milliard de yens, mais néanmoins le président de l'université, Hirayama Kunio, approuve le projet.